# Sidi Khettab
Sidi Khettab est une commune de la wilaya de Relizane en Algérie.

## Géographie

### Situation
|               | Sidi Ali (Mostaganem) |            |
| Oued El Kheir | Sidi Khettab          | El Hamadna |
|               | Belassel Bouzegza     |            |

## Démographie
| 1975  | 1990   | 2000   | 2015   |
| ----- | ------ | ------ | ------ |
| 6 114 | 11 367 | 13 479 | 15 441 |